# David Milgaard
David Milgaard (Winnipeg, 1952. július 7. –  Calgary, 2022. május 15.) kanadai állampolgár, aki arról vált híressé, hogy ártatlanul ítélték el Gail Miller segédápolónő 1969-ben történt megerőszakolása és megölése miatt. Hosszú ideig börtönben ült, majd felmentették. Szabadulása után haláláig Albertában élt, ahol szociális munkásként dolgozott, valamint kiállt a hozzá hasonlóan ártatlanul elítéltek jogaiért.

## Büntetőeljárása
1969 januárjában az akkor mindössze 16 éves Milgaard és két barátja: Ron Wilson és Nichol John bejárták Kanadát. Ők hárman éppen a Saskatchewan tartománybeli Saskatoonban tartózkodtak, egy barátjuknál, Albert Cadrain-nél, amikor annak otthonának közelében holtan találták a 20 éves Gail Millert egy hókupacon. Az eset nagy nyilvánosságot kapott, és a rendőrségen nagy volt a nyomás, hogy mihamarabb elkapja a tettest.Hamarosan a három utazóra terelődött a gyanú, és azért, hogy tisztázhassa magát, Milgaard önként elment a Brit Columbiában található Prince George rendőrségére. A rendőrök azonban őrizetbe vették és átküldték Saskatoonba, ahol megvádolták Miller megölésével. Wilsont és Johnt eközben megtörték a rendőrök, és hamisan tanúskodtak barátjuk ellen. Cadrain ugyancsak hamis vallomást terjesztett elő, és azt állította, hogy látta Milgaardot véres ruhában hazajönni. Wilson és John eredetileg azt mondták, hogy a férfi egész nap velük volt, azonban megváltoztatták a vallomásukat, amikor a rendőrök megfenyegették őket azzal, hogy velük szemben is eljárás indul, ha nem működnek együtt.
Pusztán a három vallomás alapján 1970. január 31-én Milgaardot életfogytiglani börtönre ítélték. 1971-ben fellebbezését elutasítota a Saskatchewani Fellebbviteli Bíróság, majd a Kanadai Legfelsőbb Bíróság is. Ezalatt a börtönben megerőszakolták, és túl volt egy öngyilkossági kísérleten is.Sosem vallotta magát bűnösnek, így annak a lehetőségéből is kizárták, hogy feltételesen szabadlábra helyezhessék (ugyanis ehhez ki kellett volna fejeznie a megbánását azért, amit tett). 1973-ban sikertelenül kísérelt megszökni rabtársaival, majd 1980-ban, amikor ideiglenes eltávozást kapott szülei kérésére, sikerrel járt. Két hónap után kapták el.
Milgaardot ügyvédei és édesanyja, Joyce, folyamatosan próbálták tisztázni. 1988-ban benyújtottak egy felülvizsgálati kérelmet az addigra beszerzett bizonyítékokkal, de azt egészen 1991-ig nem vizsgálták. Ekkor maga a szövetségi kormány volt az, amely előterjesztette ezt a kérelmet a Legfelsőbb Bíróság részére. Kim Campbell, az akkori igazságügyminiszter azt indítványozta, hogy kerüljön sor perújrafelvételre. A bíróság megállapította ugyan, hogy az ügyet újra kell tárgyalni, és 1992. április 16-án Milgaardot szabadon bocsátották, arra mégsem akartak sort keríteni, hanem helyette csak felfüggesztették az eljárást. Ez viszont azt jelentette, hogy jogilag még mindig bűnösnek számított.
1997. június 18-án egy DNS-vizsgálat kimutatta, hogy az áldozat ruháján talált ondómaradványok semmiképpen sem származhattak Milgaardtól, így végül ez alapján felmentették. 1999 májusában Kanada szövetségi állam és Saskatchewan tartomány bejelentették, hogy megállapodtak a Milgaard családdal, és tízmillió kanadai dollárt fizettek neki az átélt szenvedésekért, az elmaradt jövedelemért és a felmerült költségekért.
2003 szeptemberében Saskatchewan tartomány bejelentette, hogy kivizsgálják a büntetőeljárás körülményeit. 2008 szeptemberében a tartomány igazságügyi minisztere, Don Morgan bejelentette, hogy egy független szervet kell felállítani az ártatlanul elítéltek ügyeinek kivizsgálására. Meggyőződése szerint ha ilyen szervezet már korábban is létezett volna, Milgaardot sokkal korábban szabadon lehetet volna engedni. Ugyanis a bűncselekményt ténylegesen elkövető Larry Fisher exneje, Linda Fisher már 1980-ban felkereste a saskatooni rendőrséget azzal, hogy szerinte a férje a tettes. Állításaival azonban a rendőrség egyáltalán nem foglalkozott. Ráadásul a Milgaard család akciója, amellyel az ügyre hívták fel a figyelmet, hosszú távon arra is alkalmas volt, hogy megrendüljön az emberek bizalma a rendvédelmi szervekben, és ez közvetetten azt eredményezte, hogy a hatóságok se nagyon akartak vele foglalkozni.
Larry Fisher, aki akkoriban több hasonló kéjgyilkosságot is elkövetett, valójában Albert Cadrain szuterénjében élt bérlőként a gyilkosság idején. A régi ügyeiért összesen 23 évet ült, Gail Miller meggyilkolásáért pedig életfogytiglanra ítélték. Fellebbezését 2003-ban utasították el. Habár többször is lehetősége lett volna kérvényezni, hogy a feltételes szabadságra bocsátásának lehetőségét megvizsgálják, ő ezzel sosem élt, és végül 2015-ben, a börtönben halt meg.
Szabadulása után Milgaard feleségül vette barátnőjét, Cristinát, akitől egy fia és egy lánya született. Albertában éltek, szociális munkásként dolgozott, és eközben ismertségét arra is használta, hogy igazságot szolgáltasson azoknak, akiket ártatlanul ítéltek el. 2022 májusában hunyt el, 69 éves korában, tüdőgyulladás szövődményeiben.

## A popkultúrában
A története két filmet is inspirált, először az 1992-ben bemutatott "The David Milgaard Story" című dokumentumfilmet, valamint az 1999-ben bemutatott Milgaard című filmet.
A Tragically Hip együttes 1992-es "Wheat Kings" című dalában utal az esetre.
David Collier képregényrajzoló 2000-ben rajzos formában dolgozta fel a történetet.
A fiáért mindvégig küzdő Joyce Milgaard Peter Edwards segítségével "Kiszabadítom a fiamat" (angolul: "A Mother's Story") című novellájában írta meg az esettel kapcsolatos élményeit. A sztorit a magyar Reader's Digest magazin 2000 októberében könyvmellékletként hozta le. Joyce Milgaard 2020 márciusában halt meg, 89 éves korában.

## Forráshivatkozások
1. ↑  Wayback Machine. www.justice.gov.sk.ca. [2015. június 18-i dátummal az eredetiből archiválva]. (Hozzáférés: 2025. augusztus 11.)
2. ↑  Green, Kevin: 'Will you stop typing?': Five decades after being wrongly convicted, Milgaard reflects on the idea of Canadian justice (angol nyelven). CTVNews, 2020. január 31. (Hozzáférés: 2025. augusztus 11.)
3. ↑  https://www.cbc.ca/news2/background/milgaard/
4. ↑  https://archive.macleans.ca/article/1999/5/31/milgaards-victory
5. ↑  THE SURVIVORS | Maclean's | APRIL 27, 1992 (amerikai angol nyelven). Maclean's | The Complete Archive. [2022. május 22-i dátummal az eredetiből archiválva]. (Hozzáférés: 2025. augusztus 11.)
6. ↑  https://www.cbc.ca/news/canada/saskatchewan/david-milgaard-25th-anniversary-of-release-1.4071825
7. ↑  http://www.cbc.ca/news/canada/milgaard-will-get-10-million-compensation-1.174896
8. ↑  https://www.cbc.ca/news/canada/alberta-judge-to-head-up-milgaard-inquiry-1.509410
9. ↑  (Saskatoon), The StarPhoenix. „Police missed opportunity to reopen case”. [2014. március 15-i dátummal az eredetiből archiválva] (Hozzáférés: 2025. augusztus 11.)
10. ↑  https://web.archive.org/web/20031221011333/https://www.cbc.ca/storyview/CBC/2000/01/04/larry000104
11. ↑  http://www.cbc.ca/news/canada/manitoba/larry-fisher-killer-behind-david-milgaard-s-wrongful-conviction-dies-in-prison-1.3108684
12. ↑  David Milgaard struggles daily after spending two decades behind bars while innocent. CochraneNow. (Hozzáférés: 2025. augusztus 11.)
13. ↑  Email, Share by; Share on: Justice advocate David Milgaard has died (angol nyelven). SaskToday.ca, 2022. május 15. (Hozzáférés: 2025. augusztus 11.)
14. ↑  „Milgaard gets $10 million compensation package - CBC Archives”. [2016. április 2-i dátummal az eredetiből archiválva] (Hozzáférés: 2025. augusztus 11.) (angol nyelvű)
15. ↑  Email, Share by; Share on: Justice advocate David Milgaard has died (angol nyelven). SaskToday.ca, 2022. május 15. (Hozzáférés: 2025. augusztus 11.)
16. ↑  https://www.cbc.ca/news/canada/manitoba/joyce-milgaard-obituary-1.5506203